# Hiroshi Kobayashi (futbolista)
Hiroshi Kobayashi (小林 寛 Kobayashi Hiroshi?, nacido el 17 de marzo de 1959 en Ibaraki) es un exfutbolista que se desempeñaba como defensa y entrenador japonés.

## Clubes

### Como futbolista
| Club              | País  | Año         |
| ----------------- | ----- | ----------- |
| Furukawa Electric | Japón | 1981 - 1989 |

### Como entrenador
| Club              | País  | Año         |
| ----------------- | ----- | ----------- |
| ALO's Hokuriku    | Japón | 1990 - 1998 |
| Kawasaki Frontale | Japón | 2000        |
| Mito HollyHock    | Japón | 2001        |